# 永井真衣
永井 真衣（ながい まい、12月28日 - ）は、日本の女性声優。

## 人物
- 青二プロダクション附属青二塾19期卒業。
- 旧事務所の公式プロフィールには職業欄に「歌・お芝居・トークを通してみんなに幸せを贈るメッセンジャー」とあった。
- 2015年10月1日、一般男性との結婚および、妊娠をブログで報告[2]。1児の母[3]。
- AstralBlazeに所属していた。

## プロフィール
- 免許･資格 :応急救護免許[要出典]
- 身長: 153 cm
- 体重: 44 kg
- 靴のサイズ: 23 cm
- 趣味: リフレクソロジー　料理　音楽鑑賞　映画鑑賞　読書　ねことあそぶ
- 特技: 人のいいところをみつけること。
- 夢:「ありがとう」と「大好き」でいっぱいの世界にすること。人をたくさん笑わせること。

## 出演
太字はメインキャラクター。

### テレビアニメ
- パピヨンローゼ New Season（2006年、パピヨンマーガレット）
- 地元発信! 東京ジモティ（野沢佳代）
- レヱル・ロマネスク（2020年、かかあ[4]）
- レヱル・ロマネスク2（2023年、船頭少女 早瀬ふかみ）

### Webアニメ
- 喪え系（2007年、丹藤芹夏）

### OVA
- ネコぱらOVA（水無月 時雨）
- ネコぱらOVA 仔ネコの日の約束（水無月 時雨）

### ゲーム
- ChuSingura46+1 -忠臣蔵46+1- V（徳川綱吉[5]）
- ポップンミュージック (Wii)
- 星の王女 光のつばさ（全年齢版）（水無瀬香恋、新川千夏）
- ものべの -pure smile-（すみ[6]）
- 女教師個人授業（夢野理沙）
- まいてつ -pure station-（早瀬 ふかみ）

### 実写
- 行列のできる法律相談所　再現映像 (OL)　(2002年4月28日放送分)
- アニメTV!（TVKテレビ・CSキッズステーション）
- フレッシュアイドル#2 (CS)

### CM
- タカラトミー 鉄道むすめDS（ナレーション）
- キッズステーション チャームエンジェル（ナレーション）
- セガトーイ ペットノート2（ボーカル）
- NTT DoCoMo
- スカイパーフェクTV!
- タマサン 白玉（ボーカル）

### ラジオ
- TBSラジオ ラジオ あにめどんぶり
- FM西東京 まるごとグッドないと。 パーソナリティ（2001年12月 - 2002年3月）

### インターネットラジオ
- FM西東京 「まるごとグッドないと。番外編」 パーソナリティ （2001年12月 - 2002年3月）
- JAM STATION 「小坂・永井の何なんだ?いったい！」パーソナリティ （2001年8月 - 2002年1月）
- JAM STATION 「まいにゃん・とっすぃの不思議の森へ行こ～う♪」パーソナリティ （2002年6月 - 2003年8月）
- JAM STATION 「まいにゃん・かなの不思議の森へようこそ♪」パーソナリティ （2003年10月 - 2003年12月）
- JAM STATION 「新年明けましておめでとうございますスペシャル」
- Ampersand Design 「永井真衣のどこまでも一緒」パーソナリティ（2000年7月 - 2001年7月）
- Ampersand Design 「永井真衣とどこまでも一緒クリスマススペシャル」 パーソナリティ
- Ampersand Design 「永井真衣とどこまでも一緒バレンタインスペシャル」 パーソナリティ
- 青春ラヂオ 「マイハート〜2nd Season〜」　パーソナリティ （2005年4月 - 2006年9月）
- 青春ラヂオ 「マイハート」 パーソナリティ （2003年10月 - 2005年2月）
- 青春ラヂオ 「燃えろ！青空学園青春部(仮)」 今井まい役
- アキバ系BBチャンネル 「Radioパピヨンローゼ」パーソナリティ（2005年10月4日 - 2006年12月）
- ポッドキャスト 「永井真衣と大きなおともだち」パーソナリティ

### インターネットTV
- 声優Wave ｢永井真衣のねこねこ☆はーと｣
- Ampersand Design 「永井真衣とどこまでも一緒TVクリスマススペシャル」パーソナリティ
- Ampersand Design 「永井真衣とSweet Time」　パーソナリティ
- Starchat.TV　出演（2003年11月 - ）

### CV
- mixi mixi初の擬人化キャラクター　美釧萌佳役
- TAKARA 「e-kara キッズソング」 ボーカル
- TAKARA 「ワンマンドライバーバス人生」
- TAKARA 「先行案内ドライバーバスストップ」
- TOMY 「はなうたの民」

### CD
- マジカルレーベル 「ドッキン☆ふれてい・い・よ」 シングル
- 青春ラヂオレコード 「燃えろ！青空学園青春部(仮)」ドラマCD 今井まい役出演
- Be-Flat 「出会ってくれてありがとう」 シングル
- Be-Flat 「Magical Fantasy Tour」 シングル
- Be-Flat 「Sweet Time｣ シングル
- Be-Flat 「君が生まれたこと」 シングル
- Be-Flat 「イルカ〜今ある大切なもの」 ドラマCD
- Be-Flat 「幸せ回線」 ドラマCD
- PRHYTHM 「出会ってくれてありがとう。」 ファーストアルバム
- クランベリースタジオ 「世界一の魔法」 セカンド（ミニ）アルバム
- クランベリースタジオ 「ハートに効くビタミン☆」 サード（ミニ）アルバム
- キングレコード・スターチャイルド 「090えこといっしょ。CDでもいっしょ。」ドラマCD 桜屋トモ役出演

### DVD
- ジャパンホームビデオ株式会社「パピヨンローゼ New Season」雫（パピヨンマーガレット）役

### 雑誌
- 徳間書店 「VOICE アニメージュ」
- 主婦の友社 ｢声優グランプリ｣

### 舞台
- 月蝕歌劇団 ｢家畜人ヤプー｣メアリー、八路軍、セッチン28号役
- 月蝕歌劇団 ｢詩劇ライブ｣少女
- 劇団ねこのひげ 「あお空のどこかで〜1993あの夏の僕らへ」 細井美紀役
- 劇団ねこのひげ 「大きなキャンバスに絵を描こう！」 佐倉かなえ役（大人・子供時代）
- 劇団ねこのひげ 「FRIENDS AGIN〜今ある大切なもの」〜99ジェルスカーニバル参加作品 佐々木えみこ役
- 劇団ねこのひげ 「幽霊事件」 新井夏美役

### イベント
- ソロライブ「どこまでも一緒 」を年数回開催
- トークライブ「SweetTime」定期開催
- 朗読劇・ライブ「音♪劇場」定期開催
- トークライブ「Colorful Sunday!」定期開催
- ドリームパーティ2008秋 メインステージ司会

### ASMR
- 桜木学園癒やし部～3年A組・金切静之編。耳かき&身だしなみケア編～（金切静之）
- 蓄音レヱル かかあ（かかあ）
- かさなるASMR ～クマ川の流れを楽しみながらお耳とお顔のケアから爪切り、タッピング。船上での耳かきはゆらゆらのんびり～（ふかみ）
- ゼロ距離いちゃらぶ新婚生活～歳下奥さんはあまあまに癒やしたい～（嬉野カリン）

### その他
- 映画｢リボルバー｣女の子役